# Васил Максимов
Васил Георгиев Максимов е български революционер, деец на Вътрешната македоно-одринска революционна организация.

## Биография
Васил Георгиев е роден в 1887 година в костурското село Прекопана, тогава в Османската империя, днес Перикопи, Гърция. Влиза във ВМОРО и става четник на Никола Мокренски, с когото участва в Илинденско-Преображенското въстание и взима участие в превземането на Клисура с отряда на Иван Попов.
При избухването на Балканската война е доброволец в Македоно-одринското опълчение на Българската армия и се сражава с Костурската съединена чета.
Емигрира в Свободна България и се установява в Русе, където умира в 1930 година. На 4 март 1943 година съпругата му Божана, на 67 година, от Прекопана, като жителка на Русе, подава молба за българска народна пенсия, която е одобрена и пенсията е отпусната от Министерския съвет на Царство България.